# Калп, Роберт
Ро́берт Ма́ртин Калп (англ. Robert Martin Culp; 16 августа 1930 — 24 марта 2010) — американский актёр, сценарист и режиссёр. Номинант на премии «Золотой глобус» и «Эмми».
Калп добился наибольшей известности благодаря ролям в сериалах «Выслеживание» (1957—1959), «Я — шпион» (1965—1968) и «Величайший американский герой» (1981—1983), и имел повторяющуюся роль в сериале «Коломбо» (1971—1990). Среди работ Калпа на большом экране числятся роли в фильмах «Воскресенье в Нью-Йорке» (1963), «Боб и Кэрол и Тед и Элис» (1969) «Хикки и Боггс» (1972), снятый им самим, и «Дело о пеликанах» (1993).

## Личная жизнь
Калп женился пять раз и является отцом пятерых детей. Его внук, Элмо Кеннеди О’Коннор, — рэпер, известный под псевдонимом Bones.

## Смерть
24 марта 2010 года во время прогулки около своего дома в Голливуде Калп поскользнулся и сильно ударился головой. Актёр был экстренно доставлен в одну из больниц Лос-Анджелеса, однако врачи оказались бессильны. Он скончался в возрасте 79 лет.